# 依田和孝
依田 和孝（よだ かずたか、1974年（昭和49年）6月20日 - ）は、日本の政治家、福祉事業経営者、第一勧業銀行・みずほ銀行、日本維新の会所属の衆議院千葉1区支部長。

## 来歴
東京都葛飾区生まれ、ロサンゼルスK・LCarver School、目黒区立東山小学校、葛飾区立末広小学校、葛飾区立新宿中学校、帝京高校、
1998年、専修大学法学部法律学科卒業。
1998年、第一勧業銀行入社し、中小企業、医療法人、融資業務を担当。
2009年、みずほ銀行を退社。
2010年、社会福祉法人双樹苑に入社。
2011年、株式会社在宅支援総合ケアーサービス設立、稲毛駅前訪問看護ステーションを開設。
2012年、居宅介護支援事業所「在宅コーディネート稲毛」開設。訪問介護事業所 「稲毛駅前訪問介護ステーション」開設。福祉用具貸与事業所 「稲毛駅前福祉用具」開設。
2014年、居宅介護支援事業所 「在宅コーディネートみつわ台」開設。居宅介護支援事業所 「ウェルカムけあまね事務所」開設。
2015年、訪問看護事業所 千葉県、千葉市（小児）難病患者に対する指定医療機関に指定、法人として、千葉市「健康づくり推進事業所」認定。訪問入浴事業「AQUA幕張」開設。
2016年、長沼営業所に介護総合相談所「介護コンシェルジュ」開設。稲毛海岸営業所に在宅療養支援診療所「なごみ診療所」開設。
2017年、リハビリ特化型通所介護事業所「レコードブックフレスポ稲毛」開設。内閣府認可、企業主導型保育園「ナーサリーホームフレスポ稲毛」開設千葉市認可、事業所内保育所「ナーサリーホームイオン稲毛」開設千葉市認可、事業所内保育所「ナーサリーホーム稲毛東」開設。看護小規模多機能型居宅介護施設「Nursing Home」開設。看護小規模多機能型居宅介護施設内に居宅介護支援事業所「Nursing Home」開設。リハビリ特化型通所介護事業所「レコードブック船橋宮本」開設。内閣府認可、企業主導型保育園「ナーサリーホーム船橋」開設。
2018年、千葉市認可保育園「ナーサリーホーム園生保育園」開設。看護小規模多機能型居宅介護施設「Nursing Home 園生」開設。脳梗塞リハビリステーション「PROGRESO 稲毛海岸」開設。
2019年4月、千葉市議会議員選挙に稲毛区から無所属新人として初出馬、得票数：1,165票13人中10位落選。。
2023年4月、千葉県議会議員選挙に美浜区から日本維新の会公認候補として出馬、得票数：9,762票次点で落選。。
2023年6月、日本維新の会、衆議院千葉県第一選挙区支部、支部長に就任。
2024年10月の第50回衆議院議員総選挙の結果、落選。

## 人物
現在は美浜区在中。幼少期に腸重積にかかり二度手術の経験あり。4歳から8歳までは親の仕事都合でアメリカロサンゼルスで生活、帰国後の日本では吹奏楽と出会いトランペット、ホルン、オーボエ、サックスを担当、高校時代は甲子園、国立競技場に応援へ行く。渋沢栄一の論語と算盤の著書に感銘を受ける、趣味は国内旅行、ドライブ

## 政策・主張

### 外交・安保
- 集団的自衛権の行使を禁じた政府の憲法解釈を見直すことに賛成
- 攻撃を受ける前に相手の拠点をたたく「敵基地攻撃能力」の保有について賛成

### 憲法改正
- 憲法改正に賛成
- 憲法9条に自衛隊の存在を明記すべきに賛成

### 経済・財政
- 「原子力規制委員会の審査に合格した原子力発電所は運転を再開すべきだ」に賛成
  - 「将来も原子力発電は電力源のひとつとして保つべきだ」との考え方
- ガソリン税については廃止し適切な税の徴収方法に変えるべきと主張
- 赤字の地方鉄道・バス路線問題についてはオンデマンドバス等時代に合った公共交通機関に生まれ変わるべきと主張